# Ilha Winter
A ilha Winter (em português traduz-se por "ilha do inverno", em inglês:  Winter Island) é uma ilha desabitada do Arquipélago Ártico Canadiano na região de Qikiqtaaluk, Nunavut. Fica na bacia de Foxe com o estreito de Hoppner a noroeste. A ilha Winter fica a sul da península de Melville, e separada desta pelo Lyon Inlet. William Edward Parry passou o inverno de 1821-1822 nesta ilha.